# Neurigona bivittata
Neurigona bivittata är en tvåvingeart som beskrevs av Van Duzee 1913. Neurigona bivittata ingår i släktet Neurigona och familjen styltflugor.
Artens utbredningsområde är British Columbia. Inga underarter finns listade i Catalogue of Life.